# Лов
Лов је назив за методе и начине ловљења дивљачи и уједно примарна грана привреде. Обухвата тражење, дочекивање, посматрање, хватање, живе дивљачи, чување дивљачи, прихрана у тешким условима, узгој и пуштање птица и дивљачи,сакупљање јаја пернате дивљачи, као и плански одстрел.
Осим снабдевања храном, лов може бити и средство контроле популације. Заговорници лова наводе да регулисани лов може бити неопходна компонента савременог управљања дивљим животињама, на пример да помогне у одржавању здравог удела животињске популације у оквиру еколошке носивости животне средине када нема природних контрола, попут природних предатора, или за финансирање програма узгоја и одржавања природних резервата и конзервационих паркова. Међутим, прекомерни лов је такође у великој мери допринео угрожавању, истребљењу и изумирању многих животиња. Неки активисти за права животиња и борци против лова сматрају лов окрутним, изопаченим и непотребним крвавим спортом. Одређене ловачке праксе, попут торског лова и аукцијски плаћених/подмићених трофејних тура (посебно у сиромашним земљама), чак и неки ловци сматрају неетичким и експлоататорским.

## Историја лова
Лов је најстарије људско занимање, старо као и сам човек, важно за његов живот и опстанак. Жеља за ловом остала је и код савременог човека сачувана као инстинкт прадавног времена, када је његова егзистенција зависила од снаге да се одбрани од дивљих звери или од умешности да од уловљених животиња осигура храну и топлу одећу. У најстаријем добу ловац је био номад, а ловио је секиром и копљем, или је ловину хватао у клопке и јаме. Тако је било све до Неолита, када је припитомио прву животињу и тиме ударио темељ сточарству, а лов постао секундарни извор хране и привилегија. Током гвозденог доба човек почиње да лови на коњу и користи лук и стрелу, а појављују се и прве ловне птице. У античком периоду лов служи за стицање ратних вештина. У Римском царству једино робови не смеју ловити.
У средњем веку лов прелази искључиво у руке владара и племства, чиме губи пређашњи карактер. Постаје саставни део витештва и сматра се једном од витешких дисциплина. Насупрот властели, сељацима је ова активност била забрањивана. Појављују се први прописи који за сељаке који их прекрше прописују све теже казне, да би у 15. и 16. веку лов постао монопол виших друштвених класа. Кметови су, као потлачени друштвени слој, трпели штету од дивљачи на својим усевима, а да при томе нису имали право да их заштите. Због тога се дешавало да су, упркос казнама, често ловили из нужде, да би заштитили своје усеве али и да би се прехранили. Властела организује велике групне ловове као предигре за ратне походе. Главно оружје је лук и стрела, све до 14. века, када се појављује прва пушка, што доводи до потискивања дотадашњих начина лова.
Крајем 18. и у 19. веку долази до стварања социјално-политичких покрета који доводе до разрешења феудалних односа, што доноси и велики преокрет у погледу ловства. Лов постаје слободан и приступачан свакоме. Међутим, убрзо се увидело да, захваљујући преширокој слободи, страда дивљач. Зато се већ крајем 19. века доносе први закони о лову, који узимају у заштиту дивљач, одређују границе и право ловљења и изглађују сукобе између ловаца и пољопривредника. Захваљујући развоју ловног права ситуација се значајно поправила. Фондови дивљачи су се опоравили, а урађене су и евиденције ловаца и ловног простора. Тиме је на неки начин је заштићена и животна средина, што се може сматрати зачецима развоја еколошке свести.

## Начини лова
У различитим крајевима света различити су начини лова. Лови се копљем, стрелама, бумерангом, различитим замкама, болом, ласом и пушком. Ловци се често у лову служе псима и птицама грабљивицама. Лов може бити појединачни, групни или хватање живе дивљачи.
У појединачном лову лови се на више начина: 
- Вабљење подразумева опонашање животињских гласова како би се дивљач намамила на дохват хица (на овај начин лове се јелени, срне, вукови, лисице, куне, ласице, велики тетреби, саџе, камењарке, шљуке).
- Дочек је метод када ловац чека у заседи, у близини прелаза или прелета дивљачи (на овај начин лове се тетреби рушевци, дропље, дивље гуске, патке, птице грабљивице).
- Шуњање или тражење дивљачи подразумева полагано и нечујно прилажење местима где се дивљач најрадије задржава, каква су појила и пашњаци (на овај начин лове се јелени, срне, дропље, дивљи голубови, патке и гуске), док се прискакивањем лове само велики тетреби пре зоре.
- Претраживање је начин када ловац сам или са псом претражује ловиште (тако се лове многе птице, зечеви, дивље свиње, медведи и видре).
- Мали пригон или потискивање је начин код кога је неопходна помоћ погонича, који тихо и полако гоне дивљач према ловчевом заклону.
- Привоз колима користи се у равницама како би се одвратила пажња дивљачи од ловца.
- Привоз чамцем који је маскиран воденим биљем најчешће се користи током лова на дивље патке.
- Соколарење је лов уз помоћ птица грабљивица, најчешће соколова.

Групни лов обавља се најчешће на ситну дивљач (зечеви, фазани, камењарке, шљуке, дивље патке, вукови, лисице), а од крупне дивљачи на дивље свиње. У оваквом лову учествује већи број ловаца, а лови се само одређена врста дивљачи. Начини групног лова су пригон и погон:
- Пригон је групни лов у ком се одређени број „челних” ловаца постави у ред на једном крају ловишта, свако на свом сталном месту, на размаку од 60 m. Са супротног краја ловишта полази одговарајући број гонича. Ловци пуцају све док су гоничи изван домета хитаца. „Бочни” ловци затварају простор са стране. Тако се лове дивокозе, дивље свиње, лисице, зечеви, фазани, камењарке, шљуке, дивље патке, а ређе медведи и дивље гуске.
- Погон је лов при ком се и ловци и погоничи сврстају у исти ред, крећући се полагано и тихо напред и „дижу” дивљач пред собом. Тако се лове зечеви, фазани и друга ситна дивљач.
- Кружни лов је врста погона при ком се ред ловаца (обично без паса) затвара у круг и напредује према средишту.
- Бракада је лов са псима гоничима који прате и гоне дивљач на неравном терену. На овај начин се лове медведи, дивље свиње, лисице, зечеви.
- Пар форце је начин лова у ком ловци на коњу, с чопором паса, лове лисице или јелене.

Хватање живе дивљачи обавља се из више разлога:
- попуњавање исцрпљених ловишта,
- освежавање виталности дивљачи,
- уношење равнотеже у животну заједницу.

Дивљач се хвата у дуге или кратке мреже и ловке. 
- Дуге мреже различите су дужине (и до неколико стотина метара), густине и висине, што зависи од врсте дивљачи. Њима се лове јелени, дивље свиње, фазани, а за зечеве се користи трострука мрежа.
- Кратке мреже могу бити преклопне за фазане, налик на бубњеве или врше за, врећасте за куниће и друге.
- Ловке су различите ограде и кавези. У ограде се хватају јелени и срне, а у кавезе фазани и друге птице.[20]

## Закон и ловно право
Лов је значајна област друштвеног деловања и има велики утицај на привреду, па због тога од давнина подлеже законима, ради заштите дивљачи и правилне технике лова. Још римско право прописује да је лов слободан на сопственом земљишту. У 9. и 10. веку франачки краљеви, Каролинзи, стављали своје и туђе поседе под ловну забрану, да би у 12. веку цела држава била краљево ловиште, а краљ је то право поклањао племству или градовима. Регално право (краљевско право на лов) постало је доминантни ловачки систем у средњевековној Европи. Први су га укинули Французи током Француске револуције, а до половине 19. века и друге државе. Лов постаје слободан и приступачан свакоме, али то убрзо доводи до страдања дивљачи. Зато се доносе први закони о лову, који узимају у заштиту дивљач, одређују границе и право ловљења и изглађују сукобе између ловаца и пољопривредника. Захваљујући развоју ловног права, ситуација се значајно поправила. Повећали су се фондови дивљачи, а урађене су и евиденције ловаца и ловног простора.
Савремено ловство и ловно право обухваћени су читавим низом правних аката. Тако је и у Србији, где је ова област друштвеног деловања регулисана почев од Устава, преко закона и подзаконских аката. У оквиру Закона о лову важан је пропис о ловостају, односно забрана лова у време парења полно зрелих јединки и лежења младих. Поједине ретке и угрожене животињске врсте трајно су законом заштићене, што значи да су непрекидно су под ловостајем. Од ловостаја су изузете само неке штеточине и грабљивице.
Када је реч о праву на лов данас, постоје два основна система: доминални и регални ловачки систем.
- Доминални ловачки систем (лат.  = господин, газда) — дивљач у природи је без власника (лат. res nulliuс), а право на лов произилази из поседовања земљишта, односно право на лов има и додељује власник земљишта.
- Регални ловачки систем (лат. rex = краљ, владар) — право на лов припада владару, односно држави.

У оквиру ова два основна правна оквира разликују се ревирни и лиценцни лов:
- Ревирни (  = крај, предео, област, округ) лов обезбеђује ловно право у одређеном ревиру, односно одређеној области.
- Лиценцни лов подразумева плаћање накнаде држави (дозвола за лов) и даје ловцу право лова једне или више врста дивљачи на целој територији ловишта или државе.

Доминално уређење ловства је увек само ревирно, јер је власништво поседа увек одређено и ограничено, док су у регалном ловачком систему могући и ревирни и лиценцни лов. У Србији је на снази лиценцни лов, док неке државе, попут Италије, Швајцарске и Француске, имају оба система.

## Лов у Србији
Данас је у Србији лов, као значајна област друштвеног деловања, регулисан Законом о дивљачи и ловству. Циљ овог закона је обезбеђивање одрживог газдовања популацијама дивљачи и њихових станишта на начин и у обиму којим се трајно одржава и унапређује виталност популација дивљачи, производна способност станишта и биолошка разноврсност, чиме се постиже испуњавање економских, еколошких и социјалних функција ловства.
Ловци су организовани у бројним удружењима, а кровна организација је Ловачки савез Србије. У оквиру ње делују Ловачки савез Централне Србије, Ловачки савез Западне Србије, Ловачки савез Југоисточне Србије, Ловачки савез Војводине и Ловачки савез Косова и Метохије.
На основу Статута ова организација доноси Етички кодекс ловаца Србије, који регулише понашање ловаца, што се конкретно односи на:
- Однос ловаца према природи
- Однос ловца према ловачком оружју и опреми
- Однос ловца према друштвеној средини
- Међусобне односе ловаца
- Однос ловца према псу

Надзор над спровођењем одредби Кодекса врши Суд части Савеза.

### Ловостај и заштита дивљачи
На основу Закона о дивљачи и ловству доноси се и Правилник о проглашавању ловостајем заштићених врста дивљачи. Овим правилником проглашавају се ловостајем заштићене врсте дивљачи, трајање ловне сезоне на ловостајем заштићене врсте дивљачи у отвореним и ограђеним ловиштима, ограђеним деловима ловишта и полигонима за лов дивљачи, као и мере заштите и регулисања бројности популација трајно заштићених и ловостајем заштићених врста дивљачи. Ловостајем заштићене врсте дивљачи у Србији су:
крупна дивљач:
- дивокоза (Rupicapra rupicapra)
- муфлон (Ovis aries musimon)
- срна (Capreolus capreolus)
- јелен европски (Cervus elaphus)
- јелен лопатар (Dama dama)
- јелен вирџинијски (Odocoileus virginianus)
- дивља свиња (Sus scrofa)

ситна дивљач — длакава:
- зец (Lepus europaeus)
- дивља мачка (Felis silvestris)
- куна белица (Martes foina)
- куна златица (Martes martes)
- јазавац (Meles meles)
- сиви пух (Glis glis)
- ондатра (Ondatra zibethica)
- веверица (Sciurus vulgaris)
- ракунолики пас (Nyctereutes procyonoides)
- нутрија (Myocastor coypus)
- ласица (Mustela nivalis)
- мрки твор (Mustela putorius)

ситна дивљач — перната:
- дивља патка кржуља, крџа (Anas crecca)
- дивља патка звиждара (Anas penelope)
- дивља патка глувара (Anas platyrhynchos)
- дивља патка пупчаница, гроготовац (Anas querquedula)
- дивља патка риђоглава (Aythya ferina)
- дивља гуска лисаста (Anser albifrons)
- дивља гуска глоговњача (Anser fabalis)
- шумска шљука (Scolopax rusticola)
- дивљи голуб гривнаш (Columba palumbus)
- гугутка (Streptopelia decaocto)
- грлица (Streptopelia turtur)
- препелица (Coturnix coturnix)
- пољска јаребица (Perdix perdix)
- фазан (Phasianus sp.)
- црна лиска (Fulica atra)
- сојка (Garrulus glandarius)
- барска кокица (Gallinula chloropus)
- гачац (Corvus frugilegus)
- велики корморан (Phalacrocorax carbo)
- јастреб кокошар (Accipiter gentilis)
- сива чапља (Ardea cinerea)
- сива врана (Corvus cornix)
- сврака (Pica pica)

крупне звери:
- вук (Canis lupus)
- шакал (Canis aureus)
- лисица (Vulpes vulpes)

### Трајно заштићене врсте
Правилником о проглашавању ловостајем заштићених врста дивљачи прописује се и заштита и регулисање бројности популација трајно заштићених врста дивљачи, које се обезбеђују у складу са прописима којима се уређује заштита природе. У Србији су трајно заштићене врсте:
сисари:
- мрки медвед (Ursus arctos)
- рис (Lynx lynx)
- видра (Lutra lutra)
- хермелин (Mustela erminea)
- степски твор (Mustela eversmanii)
- дабар (Castor fiber)
- шарени твор (Vormela peregusna)

птице:
- јаребица камењарка (Alectoris graeca)
- лештарка (Bonasa bonasia)
- велики тетреб (Tetrao urogallus)
- дивља патка шиљкан (Anas acuta)
- дивља патка кашикара (Anas clypeata)
- дивља патка чегртуша (Anas strepera)
- дивља гуска (Anser anser)
- мала лисаста гуска (Anser erytrophus)
- дивља патка ћубаста (Aythya fuligula)
- барска шљука или бекасина (Gallinago gallinago)

## Статистике
| Земља            | Ловци      | Популација (милиони) | Ловци као проценат укупног становништво (%) | Релација ловци/становници | Површина (km2) | Ловци по km2 |
| ---------------- | ---------- | -------------------- | ------------------------------------------- | ------------------------- | ------------ | ---------- |
| Канада           | 2.482.678  | 34,7                 | 7,15                                        | 1:14                      | 9.984.670    | 0,25       |
| Финска           | 308.000    | 5,2                  | 5,92                                        | 1:17                      | 338.448      | 0,91       |
| Кипар            | 45.000     | 0,8                  | 5,63                                        | 1:18                      | 5.896        | 7,63       |
| Норвешка         | 190.000    | 4,7                  | 4,04                                        | 1:25                      | 385.207      | 0,49       |
| Малта            | 15.000     | 0,4                  | 3,75                                        | 1:27                      | 316          | 47,47      |
| Сједињене Државе | 11.453.000 | 323,1                | 3,54                                        | 1:28                      | 9.826.675    | 1,17       |
| Шведска          | 290.000    | 9,0                  | 3,22                                        | 1:31                      | 447.435      | 0,65       |
| Данска           | 165.000    | 5,5                  | 3,00                                        | 1:33                      | 42.921       | 3,84       |
| Ирска            | 104.000    | 4,2                  | 2,48                                        | 1:46                      | 70.273       | 1,48       |
| Гренланд         | 235.000    | 10,7                 | 2,20                                        | 1:46                      | 131.957      | 1,78       |
| Шпанија          | 980.000    | 45,0                 | 2,18                                        | 1:46                      | 505.970      | 1,94       |
| Португалија      | 230.000    | 10,7                 | 2,15                                        | 1:47                      | 92.212       | 2,49       |
| Француска        | 1.331.000  | 64,1                 | 2,08                                        | 1:48                      | 543.965      | 2,45       |
| Русија           | 2.800.000  | 143,2                | 1,96                                        | 1:51                      | 17.125.200   | 0,16       |
| Бугарска         | 110.000    | 7,7                  | 1,43                                        | 1:70                      | 110.994      | 0,99       |
| Аустрија         | 118.000    | 8,3                  | 1,42                                        | 1:70                      | 83.879       | 1,41       |
| Велика Британија | 800.000    | 61,1                 | 1,31                                        | 1:76                      | 242.495      | 3,30       |
| Италија          | 750.000    | 58,1                 | 1,29                                        | 1:77                      | 301.338      | 2,49       |
| Естонија         | 16.600     | 1,3                  | 1,28                                        | 1:78                      | 45.339       | 0,37       |
| Хрватска         | 55.000     | 4,5                  | 1,22                                        | 1:82                      | 56.594       | 0,97       |
| Словенија        | 22.000     | 2,0                  | 1,10                                        | 1:91                      | 20.273       | 1,09       |
| Летонија         | 25.000     | 2,3                  | 1,09                                        | 1:92                      | 64.589       | 0,39       |
| Чешка            | 110.000    | 10,2                 | 1,08                                        | 1:93                      | 78.866       | 1,39       |
| Словачка         | 55.000     | 5,4                  | 1,02                                        | 1:98                      | 49.034       | 1,12       |
| Литванија        | 32.000     | 3,6                  | 0,89                                        | 1:113                     | 65.300       | 0,49       |
| Мађарска         | 55.000     | 9,9                  | 0,56                                        | 1:180                     | 93.036       | 0,59       |
| Немачка          | 351.000    | 82,5                 | 0,43                                        | 1:235                     | 357.578      | 0,98       |
| Луксембург       | 2.000      | 0,5                  | 0,40                                        | 1:250                     | 2.586        | 0,77       |
| Швајцарска       | 30.000     | 7,6                  | 0,39                                        | 1:253                     | 41.285       | 0,73       |
| Пољска           | 106.000    | 38,5                 | 0,28                                        | 1:363                     | 312.696      | 0,34       |
| Румунија         | 60.000     | 22,2                 | 0,27                                        | 1:370                     | 238.391      | 0,25       |
| Белгија          | 23.000     | 10,4                 | 0,22                                        | 1:452                     | 30.688       | 0,75       |
| Холандија        | 28.170     | 16,7                 | 0,17                                        | 1:593                     | 41.543       | 0,68       |

У Србији у трећој деценији 21. века, према подацима Ловачког савеза Србије, има регистрованих више од 80.000 ловаца.